# Poa hartzii ssp. vrangelica
Poa hartzii ssp. vrangelica là một phân loài cỏ trong họ hòa thảo, thuộc chi poa.